# 주아민
주아민(1984년 5월 14일 ~ )은 대한민국의 방송인, 가수, 배우이다.

## 학력
- 상명대학교 독일어문학과

## 연기 활동

### 영화
- 2010년 《서서 자는 나무》 ... 성혜란 역

### 뮤직비디오
- 2008년 손호영 - I Know
- 2009년 청림 - Sugapoint

## 진행
- 2009년 : 엠넷 《하늘에서 남자들이 비처럼 내려와》
- 2010년 : 올'리브 《쥬니 & 아민의 독립생활백서》
- 2012년 : 패션N 《사심연구소》